# Eschweiler (Lussemburgo)
Eschweiler è un comune del Lussemburgo settentrionale. Si trova nel cantone di Wiltz, nel distretto di Diekirch.
Nel 2001, la città di Eschweiler, il capoluogo del comune che si trova al centro del suo territorio, aveva una popolazione di 195 abitanti. Le altre località che fanno capo al comune sono Erpeldange e Knaphoscheid.